# روبي وليامز (لاعب كرة قدم)
روبي وليامز (بالإنجليزية: Robbie Williams)‏ (12 أبريل 1979 في المملكة المتحدة - ) هو لاعب كرة قدم بريطاني في مركز الدفاع. لعب مع نادي أكرينغتون ستانلي ونادي ساوثبورت وWarrington Town F.C. ‏.

## وصلات خارجية
- روبي وليامز (لاعب كرة قدم) على موقع قاعدة بيانات كرة القدم.إي يو (الإنجليزية)
- روبي وليامز (لاعب كرة قدم) على موقع Soccerbase.com (لاعب) (الإنجليزية)